# سلطنت ژوئیه فرانسه
پادشاهی ژوئیه یا سلطنت ژوئیه به دوران فرمانروایی لوئی فیلیپ بر فرانسه گفته می‌شود. لوئی فیلیپ جانشین شارل دهم بود. شارل بزرگ‌ترین پسرش هنری کنت دو شامبور را به جانشینی برگزیده بود ولی سرانجام لوئی فیلیپ بر تخت نشست و هنری هرگز به تاج و تخت نرسید. سلطنت ژوئیه از زمان انقلاب ژوئیه در ۱۸۳۰ تا جمهوری دوم فرانسه در ۲۴ فوریه۱۸۴۸ پایدار ماند. 

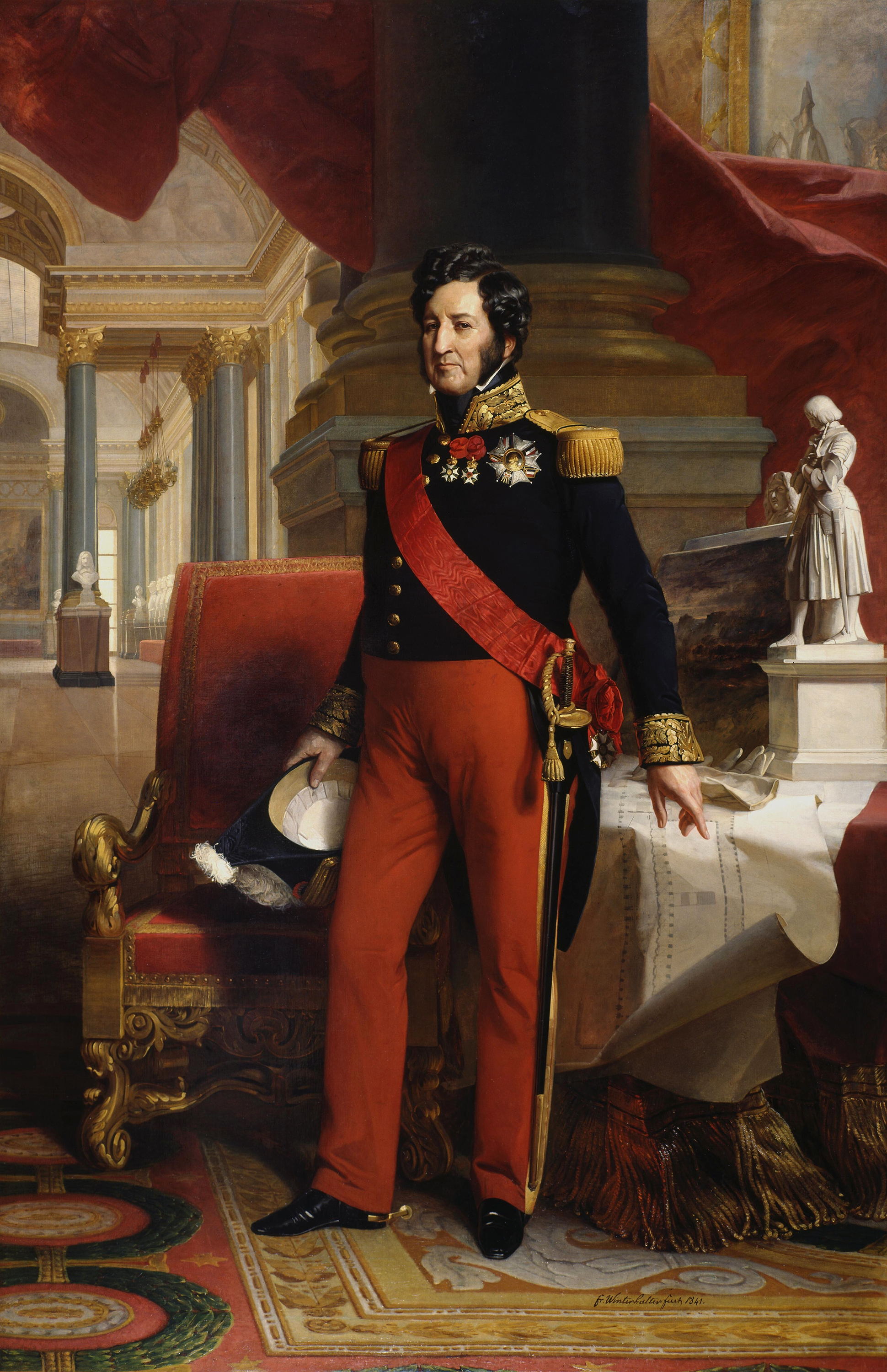
شاه لوئی فیلیپ

## سیاست‌های پادشاهی ژوئیه
لوئی فیلیپ با یاری بورژواها که در مجلس چیره بودند، به قدرت رسید. لویی فیلیپ خود نیز این را به‌خوبی می‌دانست. در دوران پادشاهی او از اختیارات پادشاه کاسته شد، آزادی دینی به تصویب رسید، گارد ملی پدید آمد و آزادیهای شهروندی نهادینه شد، در انتخابات اصلاحاتی پدید آمد. همچنین در جایگاه اشراف بازنگری شد.
در درازای پادشاهی ژوئیه شمار کسانی که حق رای داشتند، از ۹۴هزار تن در زمان شارل دهم، به دوبرابر و نزدیک به ۲۰۰هزار تن رسید. این شمار البته تنها یک درصد از جمعیت فرانسه آن زمان بود، که همگی از دارایان شمرده می‌شدند و از حق شهروندی بهره داشتند. این نشان از گرایش دولت بورژوای حاکم بود. لوئی فیلیپ نیز از پشتیبان این بود، که  به  هواداران بورژوا ش بها دهد؛ ولی این در انحصار داشتن حق رای برای بورژواها هر گونه فعالیت پارلمانی را برای گروه‌های رادیکال ناشدنی می‌ساخت.
مجلسی که در ۱۸۳۰ تشکیل شد شاه را از هر گونه قدرت قانونگذاری و قدرت اجرایی بازداشته بود؛ ولی این هنوز برای پادشاه فرانسه جا نیفتاده بود که باید پادشاهی کند و نه فرمانروایی. او به تکاپو افتاد و کوشید تا دو پسر بزرگش را به مجلس بزرگان برساند. همچنین کوشید تا وزیرانی را به قدرت برساند که به او و پادشاهی مشروطه توانمندی که او آرزویش را داشت وفادار باشند. ولی این تلاش‌ها تنها به پایان گرفتن کار او یاری رسانند.
سرانجام کازیمیر پیر پریه که او را قهرمان اصلاحات می‌دانستند به عنوان نخست‌وزیر به روی کار آمد. او که یک بانکدار بود ابزار درخوری برای پیشبرد سیاست‌ها و نیز مقابله با اتحادیه‌های کارگری -که در این زمان سازمان یافته بودند- بود. او گارد ملی را از اندیشه‌های رادیکال پالود. او خواسته‌های شاه را به انجام می‌رساند. گفتاوردی از او هست که همه بدبختی ملت فرانسه را از انقلاب می‌دانست. بر این پایه او دشمن جمهوری‌خواهان و آشوبگران رادیکال بود. او خواستار برپایی کابینه‌ای معتقد و سختکوش بود. او به اصلاح‌طلبان پروانه سخنرانی نمی‌داد. همچنین دربارهٔ درگیریهای درونی اتحادیه‌های کارگری سیاست عدم مداخله را پیش گرفت.
فرانسوا گیزو در کابینه او وزیر داخلی بود. در این هنگام رادیکالها و جمهوریخواهان رژیم پادشاهی را تهدید می‌کردند. از ۱۸۳۴ گروه‌های غیرقانونی جمهوریخواه فعالیت‌هایی را آغاز کردند. گیزو آن‌ها را سرکوب کرد و مطبوعات ایشان را بازداشت نمود. در این هنگام گارد ملی بر اثر حمله‌های گروه‌های کارگری از هم پاشیده شد. در این هنگام ارتش توانست دولت را نسبت به وفاداریشان قانع سازد. در این هنگام کابینه به دو شاخه از دید اندیشه بخش می‌شد، بخش آزادیخواهان محافظه‌کاری چون گیزو و بخش دیگر آزادیخواهان اصلاح‌طلبی مانند آدولف تیر، البته این گروه دوم دارای برتری نبودند. پس از پریه فردی محافظه کار به نام مول به نخست‌وزیری رسید و او هم اندکی پس از آن جایش را به آدولف تیر داد. تیر پس از آنکه سیاست خارجی پرخاشگرانه‌ای را در پیش گرفت به دست لوئی فیلیپ کنار گذاشته شد. پس از او گیزو به نخست‌وزیری رسید. گیزو به تعقیب جمهوریخواهان پرداخت. او همچنین دست به ایجاد تعرفه‌هایی زد که بازرگانان را ثروتمندتر می‌نمود. دولت گیزو راه‌آهن و قراردادهای معادن را به بورژواهای هواخواه دولت می‌سپرد. کارگران حق داشتن اتحادیه را نداشتن و نمی‌توانستند برای افزایش دستمزد یا کاستن از ساعت‌های کار عریضه‌ای به دولت بدهند. دولت پادشاهی ژوئیه دولتی بود که آزادیها را برپایه مالیات دریافتی معین می‌کرد.